# Josep Renau
Josep Renau Berenguer (Valencia, 17 de mayo de 1907-Berlín Este, 11 de octubre de 1982) fue un pintor, cartelista, fotomontador, diseñador gráfico, muralista, teórico del arte y militante comunista español. Su obra destaca por sus innovaciones en el uso del collage y su carácter político.
Entre 1936 y 1939, fue director general de Bellas Artes, en los años finales de la Segunda República española. Bajo su mandato se comisarió el Pabellón de la República Española, del que participó, y se produjo la evacuación de obras del Museo del Prado para protegerlas de los bombardeos. En ese periodo, creó también la Orquesta Nacional de España. Tras el fin de la Guerra Civil, se exilió en México y en la República Democrática Alemana, donde desarrolló una parte importante de su obra.

## Biografía
Fue hijo de José Renau Montoro, profesor de dibujo en la Escuela de Bellas Artes de San Carlos de Valencia, donde inició sus estudios artísticos entre 1919 y 1925. Alternó sus estudios con su trabajo en la litografía Ortega, donde aprendió el oficio de litógrafo, que más tarde le permitiría crear una serie de acuarelas de estilo art déco que presentó en la Exposición Nacional de Madrid en diciembre de 1928. Trabajó también como fotógrafo y muralista.
Militante del Partido Comunista de España desde 1931 y fundador de la Unión de Escritores y Artistas Proletarios (1932), inició el despegue de su obra con carteles editados para apoyar a la República durante la guerra civil española. En septiembre de 1932 se casó con la pintora Manuela Ballester. En ese periodo fue profesor de Bellas Artes en la Universidad de Valencia y presidente del Patronato de las Misiones Pedagógicas. En 1935 fundó junto a otros intelectuales españoles de izquierda marxista la revista Nueva Cultura, que seguiría activa hasta 1937. En septiembre de 1936, fue nombrado director general de Bellas Artes.En este periodo, encargó a Pablo Ruiz Picasso en 1937 una obra para el Pabellón de la República Española de la Exposición Internacional de Artes y Técnicas de París, lo que resultaría en el Guernica. Asimismo, realizó una serie de fotomontajes para el Pabellón. Como parte de su acción como director general, creó también la Orquesta Nacional de España, y tomó la decisión del traslado a las Torres de Serranos de Valencia de parte de las obras maestras del Museo del Prado para salvarlas de los bombardeos de Madrid, organizando con posterioridad su traslado a Suiza.
Ocupó el cargo hasta el final de la contienda en 1939. Al terminar la guerra, pasó a Francia y fue internado en el campo de concentración de Argelès-sur-Mer. Consiguió, en ese mismo año, un visado para trasladarse a México, donde trabajó para revistas españolas en el exilio, siguió diseñando carteles para películas, y colaboró con el conocido muralista mexicano David Alfaro Siqueiros. De este periodo datan los murales del Casino de la Selva de Cuernavaca, encargados por Manuel Suárez y Suárez.
En 1958, dejó México para instalarse en Berlín Oriental, capital de la República Democrática Alemana. Allí realizó murales y fotomontajes como Fata Morgana USA (1967) y The American Way of Life (1977). Beneficiado por la amnistía general de 1976 regresó a España, para más tarde volver a Berlín, donde falleció en 1982. Sus fondos fueron legados al Instituto Valenciano de Arte Moderno.

## Etapas artísticas

### La etapa española (1907-1939)

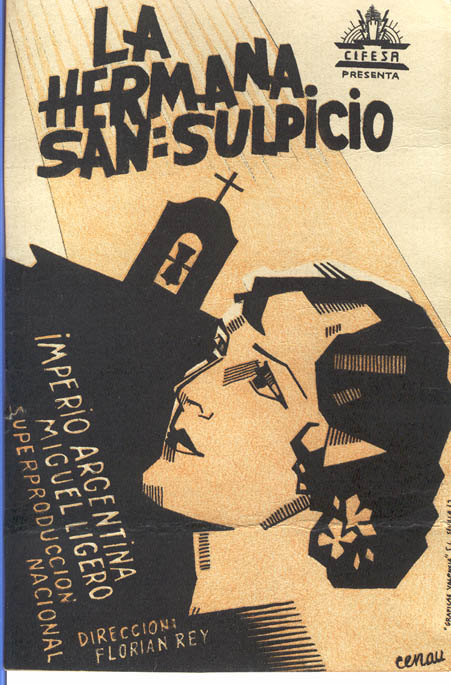
Poster de la película La hermana San Sulpicio, para Cifesa

La obra artística de Josep Renau del periodo republicano se distingue por una parte por el carácter innovador de su trabajo, influenciado por las vanguardias europeas y su renovación estética, y por otra por la militancia antifascista del artista. 
Los años de formación del artista se desarrollaron entre el taller de su padre, el pintor y profesor José Renau Montoro, las enseñanzas de la escuela de Bellas Artes de San Carlos y el trabajo en la Litografía Ortega. Más adelante comienza a realizar colaboraciones con revistas como Estudios, Crónica, Murta, Orto, Octubre, La República de les Lletres o Nueva Cultura (que él cofundó). En ellas, realizó portadas, ilustraciones y fotomontajes que combinaban influencias constructivistas con fotomontajes políticos en blanco y negro. En este sentido, su uso del collage se distanció de las referencias de los futuristas, los dadaístas y los surrealistas para adoptar un carácter más político, en línea con el trabajo de John Heartfield contra el nazismo. Es en estas revistas donde Renau se dio a conocer particularmente como fotomontador.
En Páginas negras de guerra (1933), Renau combinó el collage de textos y fotos en blanco y negro para realizar una crónica política de gran impacto, en una técnica que continuaría desarrollando en la serie Testigos negros de nuestros tiempos (1935-1937), realizada para la revista Nueva Cultura. En la revista valenciana Estudios destacaron los fotomontajes agrupados en las series Los diez mandamientos (1934), Hombres grandes y hombres funestos de nuestra historia (1935), El amor humano (1936) y La lucha por la vida (1936). La novedad de estas ilustraciones está en el uso del color, que no había aparecido en su obra anterior. Asimismo, entre los años 1934 y 1935, realizó carteles publicitarios para películas de la productora Cifesa, algunos de los cuales se publicaron en la revista Cinegramas. En los años siguientes realizó también carteles para películas rusas estrenadas en España, y posteriormente, ya durante su exilio en México, continuó realizando este tipo de encargos.
En 1936, fue nombrado director general de Bellas Artes, centrando parte de su labor en la salvaguarda del patrimonio histórico-artístico. Como parte de esta labor, organizó el traslado de los fondos del Museo del Prado a Valencia, así como la evacuación de obras de la Biblioteca Nacional, El Escorial y la catedral de Toledo. En 1937, fue el responsable del Pabellón Español de la exposición de París de 1937, con el encargo del pabellón a Josep Lluís Sert y las notables obras de arte que lo llenaron, que incluyen el Guernica de Picasso, la Montserrat de Julio González y El payés catalán en revolución (o El segador) de Joan Miró, entre otras. En este periodo creó también la Orquesta Nacional de España, y entra en contacto con el muralista y activista de la revolución mexicana David Alfaro Siqueiros.
Con el cambio de gobierno en la primavera de 1938, Renau pasó a ocuparse de la dirección de propaganda gráfica del Comisariado General del Estado Mayor Central del Ejército de la República Española. A lo largo del último año de la guerra civil española realizó una de las obras más emblemáticas de este periodo, Los trece puntos de Negrín. Esta se trataba de una serie de fotomontajes cuyo objetivo era ilustrar uno de los últimos programas del gobierno de la República Española emitido el 1 de mayo de 1938, creados desde una óptica vanguardista vinculada al fotomontaje dadaísta, el cartelismo soviético y el constructivismo ruso. En paralelo a sus cargos, Renau realizó series de carteles a lo largo de toda la guerra, y plasmó la importancia que concedía a esta forma de arte en el libro Función social del cartel publicitario (1937).

### El exilio mexicano (1939-1958)
El 1 de abril de 1939 finaliza la guerra civil española. Como parte del medio millón de republicanos españoles exiliados, Josep Renau y su familia cruzaron la frontera hispano-francesa. En Francia es detenido e internado en el campo de concentración de Argèles-sur-Mer, y a finales de abril de ese mismo año embarca con destino a Nueva York, y de allí a México.
En México, realizó calendarios para la imprenta Galas y formó parte del equipo de artistas hispano-mexicanos a los que el muralista David Alfaro Siqueiros invitó a realizar un mural en el Sindicato Mexicano de Electricistas, entre los que también estaba su esposa Manuela Ballester. El mural recibió el nombre Retrato de la Burguesía, un mural colectivo, y es la primera obra destacada de Renau en el exilio. El mural se planteó como un espacio visualmente revolucionario que integrara los cuatro muros del cubo de la escalera en una sola superficie, y que sintetizara el imaginario de la industria eléctrica con el del movimiento obrero. La obra fue finalizada por Renau en solitario, ya que tanto Siqueiros como sus colaboradores mexicanos huyeron del Distrito Federal tras el intento de asesinato a Trotsky. Durante este periodo realizó otras pinturas murales, influenciadas por Siqueiros y Diego Rivera, y también obras de diseño gráfico para portadas de revistas, libros y carteles para cine y comerciales. Destaca también Trópico (1945), una pintura al óleo sobre masonita que suponía una reacción a la catástrofe global producida por la Segunda Guerra Mundial, y ha sido considerada de las obras más relevantes de su etapa mexicana.
Entre 1940 y 1957, inició el ciclo de fotomontajes The American Way of Life, que no finalizaría hasta los años 70. En él cabe distinguir tres etapas: una primera caracterizada por los trabajos para la revista marxista Futuro y carteles políticos, una segunda, de 1946 a 1950, centrada en los murales y carteles publicitarios; y una tercera, que finalizó en 1957, centrada en el taller de diseño familiar Estudio Imagen, en el que tuvo un papel destacado Manuela Ballester. La idea detrás de este ciclo surgió a raíz del contexto de la Guerra Fría, la persecución anticomunista del gobierno estadounidense y la difusión del modelo de vida estadounidense en el continente latinoamericano, y fue surgiendo de forma progresiva mientras Renau hacía fotomontajes para revistas mexicanas y periódicos del exilio. Sobre su técnica de gestación de los fotomontajes afirmó:

Tenía un archivo perfectamente organizado. Agarraba una imagen y la coloreaba si hacia falta y si por casualidad necesitaba un hombre de pie, pues me cogía a mi de modelo tomaba una foto y le cambiaba la cabeza. La iconografía salía del archivo. Trabajaba sobre una idea más abstracta y luego iba tomando cuerpo.

El crítico de arte Tomás Llorens afirmó acerca de esta serie que «los fotomontajes de The American Way of Life revelan su carácter excepcional en otro aspecto más importante todavía. Considerados globalmente constituyen una obra unitaria; revela un tejido de temas y referencias internas que se desarrollan a lo largo de una percepción en la que el tiempo es una factor esencial».[cita requerida]

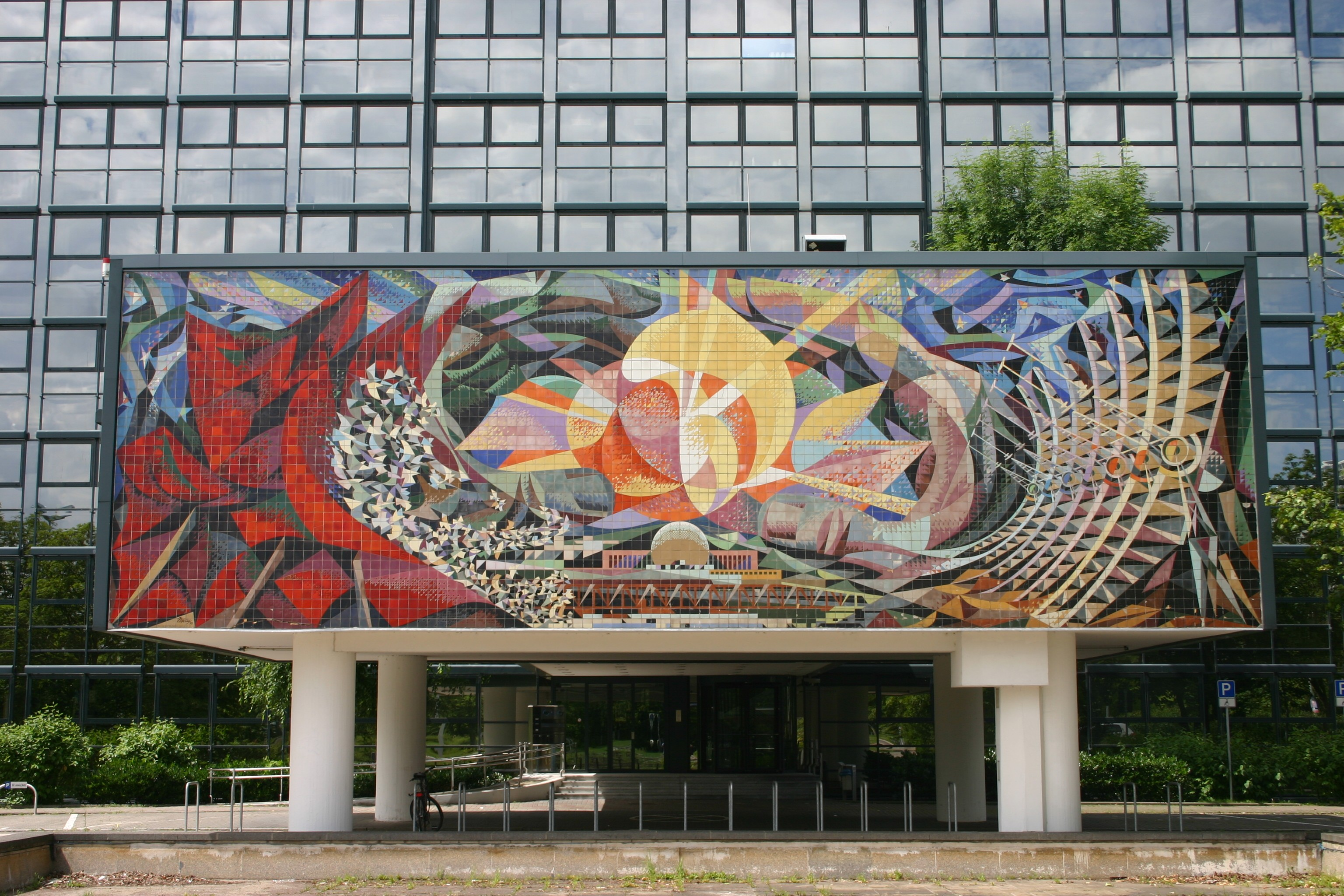
Mural El uso pacífico de la energía atómica (1970) en Halle, Alemania.

### El exilio alemán (Berlín 1958-1982)
Tras su etapa de exilio mexicana, y teniendo en cuenta las experiencias allí vividas, Renau regresó a Europa en febrero de 1958, afincándose en la República Democrática Alemana. La elección de este país se debió a la posible promesa de edición de la serie de fotomontajes The American Way of Life, y a la oferta por parte del director de la televisión estatal Deutscher Fernsehfunk para dibujar filmes gráficos para este medio. En esta etapa, y a pesar de no conocer el idioma, Renau continuó su trayectoria artística y teórica, publicando textos, dando conferencias y haciendo fotomontajes con la ayuda de diversos colaboradores. Aunque sus dos elementos más destacados fueron el trabajo muralístico al aire libre y la edición de The American Way of Life, en este periodo Renau también experimentó con nuevos formatos como los filmes gráficos, la caricatura y la ilustración.
Al inicio de este nuevo exilio, entre los años 1958 y 1961, Renau centró su trabajo en las películas gráficas para la televisión de la RDA, de las que concluyó ocho de las muchas que inició. Estos filmes, de corta duración, tenían un carácter propagandístico, y buscaban promocionar las virtudes del sistema político del país (como en Politisches Poem y Los Diez Mandamientos) o inculcar los fundamentos de la doctrina marxista-leninista, como era el caso en Lenin Poem. Otros, como Época tormentosa, trataban la situación política internacional en la Guerra Fría desde la visión del bando soviético.

En el ámbito del fotomontaje, Renau terminó y editó The American Way of Life (1967), realizó la serie sobre Alemania Über Deutschland (1966) y comenzó una serie de obras sobre la mujer y la naturaleza. La última serie de esta etapa fue Autorretrato de gran capital (1975), en la que representaba el capitalismo a través de una imagen híbrida de un pistolero armado y lleno de billetes cuyo rostro es una caja fuerte llena de los cráneos de sus víctimas.[cita requerida]

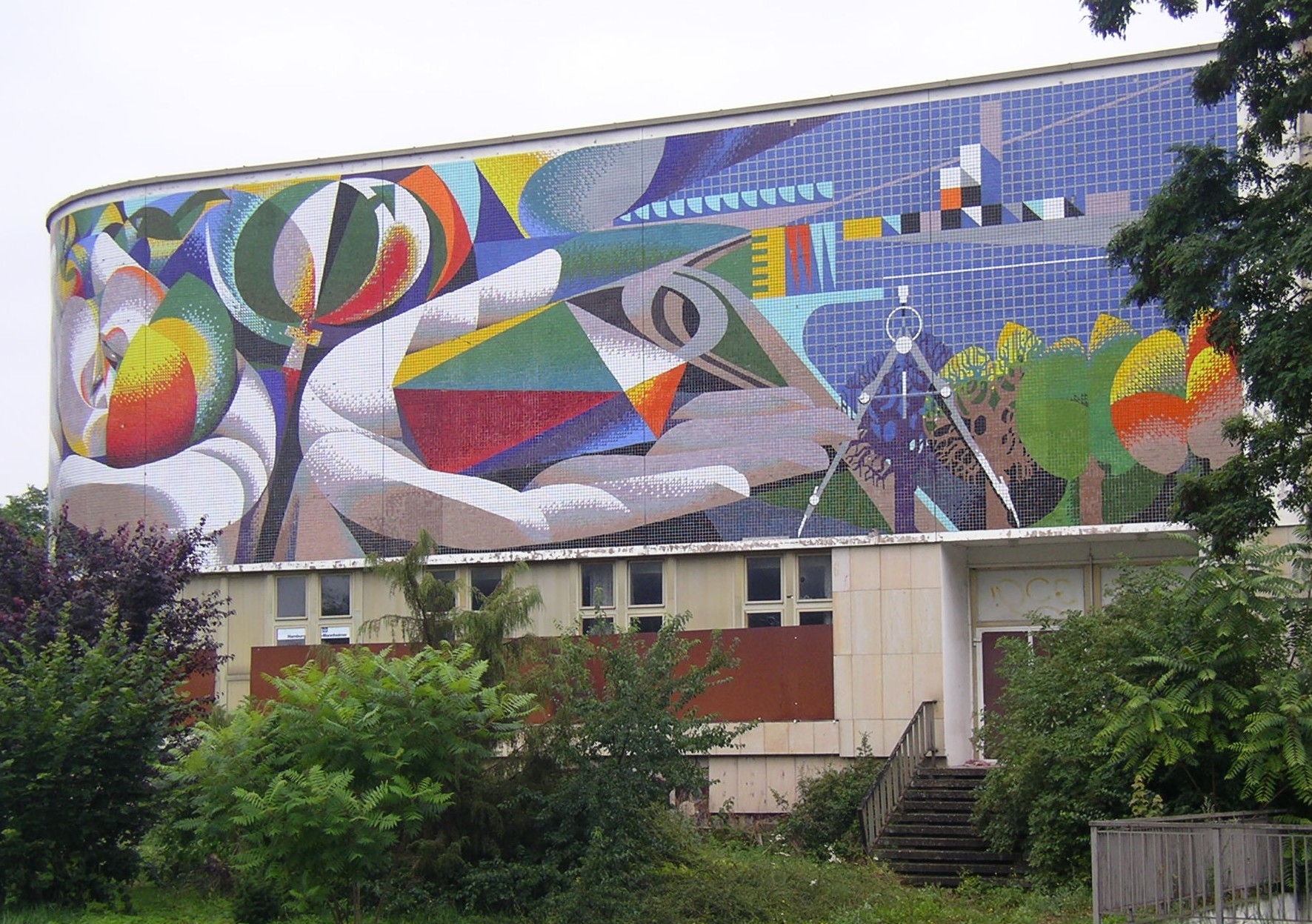
Mural La naturaleza, el hombre y la cultura (1979) en Erfurt, Alemania.

Como muralista, en este exilio alemán se pueden distinguir tres etapas. La primera va de 1959 a 1966, y consistió en proyectos de pequeñas dimensiones y obras menores, que incluyeron La conquista del sol (1959) y Los elementos (no realizada), diseñadas para la Oficina de Proyectos Industriales de Berlín, en Adlershof. A partir de 1967 se inició una etapa de actividad intensa, en la que hasta 1974 se dedicó íntegramente a realizar murales. En este momento realiza junto a su equipo de colaboradores El dominio de la naturaleza por el hombre (1969), Unidad de la clase trabajadora y fundación de la RDA (1971) y La marcha de la juventud hacia el futuro (1974), tres de los cinco murales que la Asesoría para las Artes Plásticas y Arquitectónicas de Halle-Neustadt le había encargado para decorar el nuevo Centro de Formación de la Industria de la Cerámica que se estaba construyendo en la ciudad. Tras ello, se inicia en 1975 una tercera etapa en la que su obra se alejó de los temas estrictamente políticos, en un momento en que habían pasado ya tres años de su dimisión del Comité Central del Partido Comunista de España. En este periodo destacan Madre Tierra y Naturaleza, expuestas en la Bienal de Venezia de 1976. 

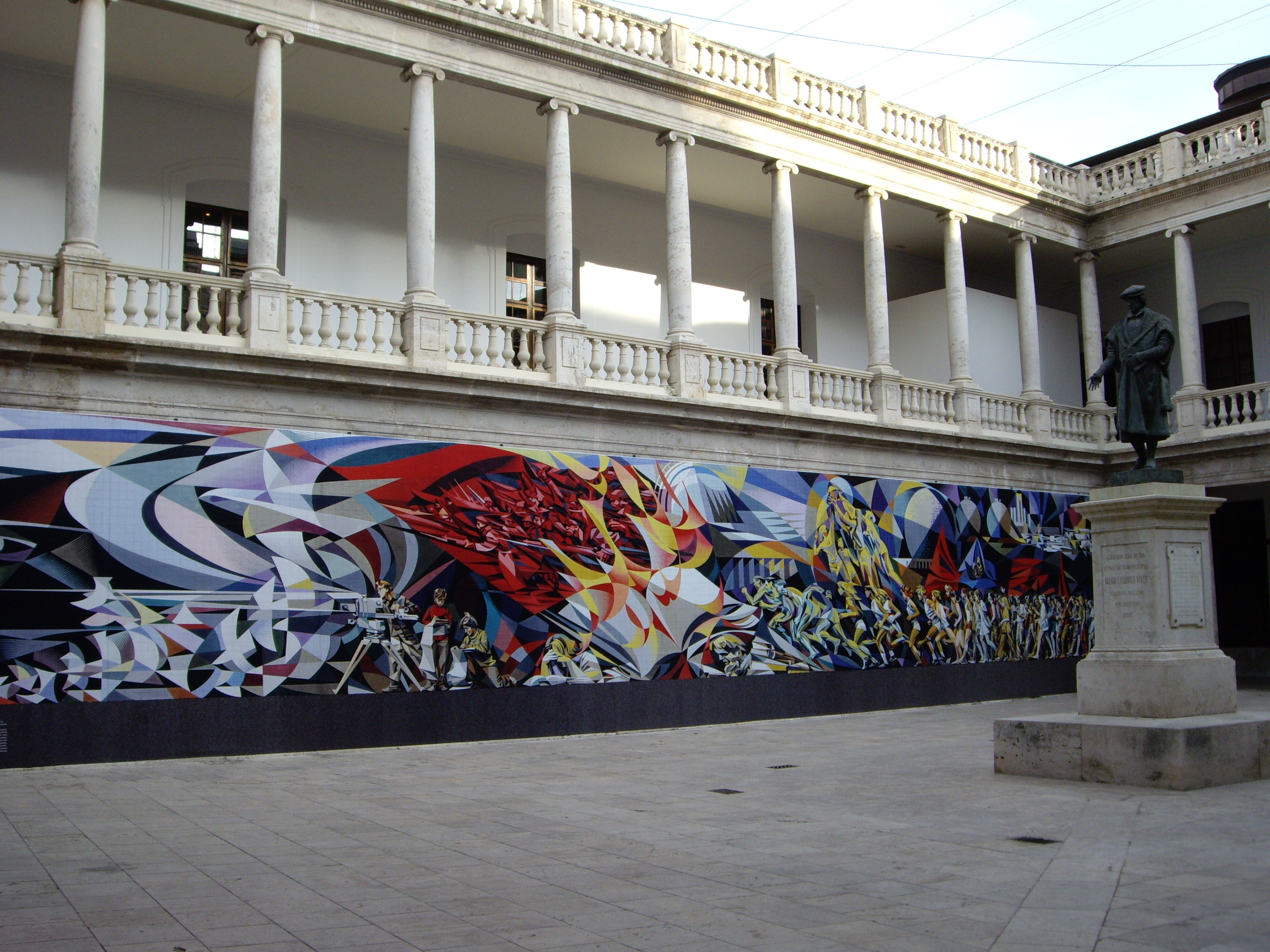
Mural La marcha de la juventud hacia el futuro (1974), reconstruido durante la exposición Josep Renau. Compromiso y cultura en la Universidad de Valencia (2007).

Renau regresó a España en agosto de 1976, haciendo uso de su pasaporte mexicano. Ello dio pie a una serie de reconocimientos en España de su trayectoria, después de 37 años de exilio, entre los que destacó la exposición antológica Renau. Pintura, Cartel, Fotomontaje, Mural (1978) en el Museo Reina Sofía. La última etapa del artista se desarrolló entre Valencia y Berlín, y se caracterizó por sus esfuerzos en editar los libros Función social del cartel (1976), The American Way of Life (1977), La batalla per una nova cultura (1978) y Arte en peligro, 1936–1939 (1980). En 1979 realizó, por encargo del Consejo del Distrito de la ciudad de Erfurt, el mural La naturaleza, el hombre y la cultura.
Su último proyecto, iniciado en 1981, fue la creación de un taller-estudio colectivo con artistas jóvenes en Manises, Valencia, donde se había instalado. El taller adoptó el nombre de "Tartull: Taller-estudi, producció i prospecció visuals". En marzo de 1982, tras finalizar el ciclo de conferencias Mirar y ver en la Universidad de Valencia, su salud empeoró y decidió volver a su casa en la RDA, donde murió en noviembre de ese mismo año.

## Reconocimientos
En 1978, el Museo Reina Sofía, entonces Museo de Arte Contemporáneo en Madrid (MEAC) le dedicó una exposición antológica, Renau. Pintura, Cartel, Fotomontaje, Mural, a la que siguieron otras en el IVAM (1979, 2017 y 2021), el Museo de la Universidad de Alicante (2001), La Nau (2007), Centro Andaluz de Arte Contemporáneo (2008), el Instituto Cervantes de Berlín (2007) y Praga (2009), el Museo de Arte Contemporáneo de Santiago de Chile (2010), el Museo de la Ciudad de México (2014) y el Centro Cultural de España en México (2015). Asimismo, ha sido incluido en exposiciones colectivas como Signos del siglo. 100 años de diseño gráfico en España (Impiva y Ministerio de Economía, 2000) o Campo cerrado. Arte y poder en la posguerra española. 1939-1953 (Museo Reina Sofía, 2016).
En 2007, se organizó la exposición y libro homenaje Re-Nau. Homenatge dels dissenyadors valencians a Josep Renau con el apoyo de la Universidad de Valencia. En 2008 la SECC del Ministerio de Cultura y el Ayuntamiento de Madrid organizaron el montaje musical-artístico "Homenaje a Josep Renau" como reconocimiento por haber creado la Orquesta Nacional de España durante su mandato como director general de Bellas Artes. En 2018 se estrenó el documental Josep Renau. El arte en peligro, dirigido por Rafael Casañ y Eva Vizcarra.

## Obras (selección)
- Las Arenas. Balneario. Piscina luminosa (1932).
- Páginas negras de guerra (1933).
- El comisario, nervio de nuestro ejército popular (1936).
- Testigos negros de nuestros tiempos (1935-1937).
- Los trece puntos de Negrín (1938).

- Retrato de la Burguesía (1939).
- La electrificación total de México acabará con la miseria del pueblo (1941).
- Trópico (1945).
- Über Deutschland (1966)
- The American Way of Life (1940-1957, 1967).
- Fata Morgana USA (1967).
- El uso pacífico de la energía atómica (1970).
- Autorretrato de gran capital (1975).
- El dominio de la naturaleza por el hombre (1969).
- Unidad de la clase trabajadora y fundación de la RDA (1971).
- La marcha de la juventud hacia el futuro (1974).
- Madre Tierra y Naturaleza (1976).
- La naturaleza, el hombre y la cultura (1979).

## Libros
- Función Social del Cartel, Fernando Torres Editor, 1976. ISBN 84-7366-066-8
- The American Way of Life. Fotomontajes: 1952-1966, Editorial Gustavo Gili, 1977. ISBN 84-252-0658-8 Reeditado como Fata Morgana, USA: The American Way of Life, Generalidad Valenciana, 1989. ISBN 8475796877
- La batalla per una nova cultura, Eliseu Climent Editor, 1978. Reeditado por Tres i Quatre, 2012. ISBN 9788485211531
- Arte en peligro,1936–1939, Ayuntamiento de Valencia, 1980. ISBN 84-7366-113-3. Reeditado en 2022.
- Arte contra las élites, Editorial Debate, 2002. ISBN 84-8306-996-2